# Bataven

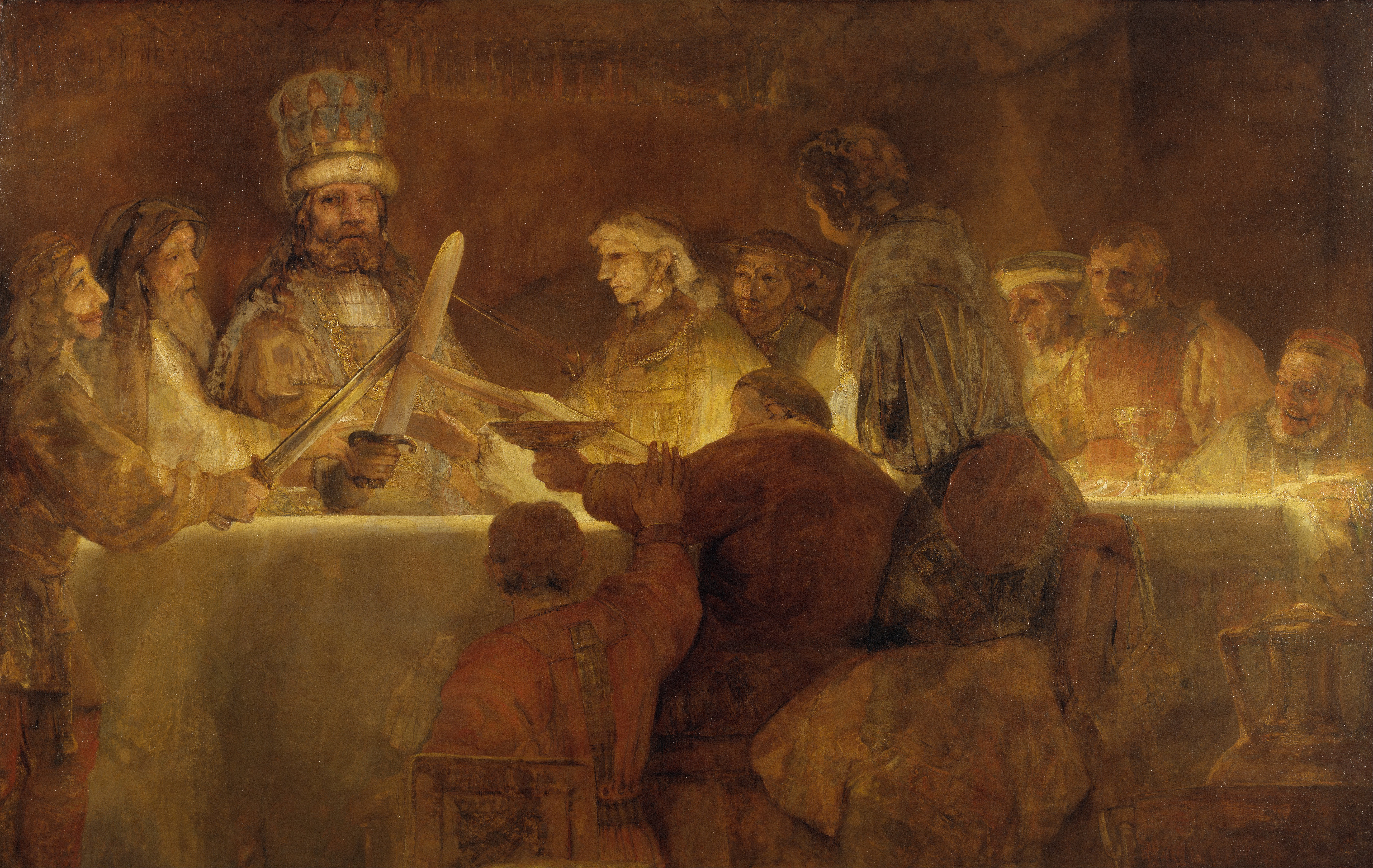
De samenzwering van de Bataven onder Claudius Civilis van Rembrandt van Rijn, 1661-1662

De Bataven (ook wel Batavi of Batavieren) waren een vermoedelijk West-Germaanse stam die zich afgesplitst had van de Chatten en de Rijn tot aan de rivierdelta was afgedaald.

## Etymologie
De Romeinse schrijver Cassius Dio beschreef dat de leden van een cohort bereden hulptroepen Batavi genoemd werden en dat zowel een verwijzing naar het insula Batavorum als naar de Bataafse reputatie als zeer bekwame ruiters was. Dit laatste zou aan kunnen sluiten bij de door Rudolf Much en Frank Heidermanns gegeven etymologieën, waarbij het Germaanse element *bata in verband wordt gebracht met het Gotische batiza („beter“) of bōta („van nut zijn“, vergelijk het Nederlandse baten) en zo zou de stamnaam vertaald worden als „de beteren“. De naam van het insula Batavorum zou in de Vroege Middeleeuwen verbasterd zijn (via Batuvua → Batuuua → Batawe  → Batawe → Bettue) tot Betuwe.
Historicus Luit van der Tuuk geeft in zijn boek "De Romeinse limes" een omgekeerde ontwikkeling. Hier geven de Bataven hun naam niet aan de Betuwe, maar nemen zij de benaming van deze destijds door de Rijn omgeven streek (volgens Van der Tuuk met de betekenis "het goede eiland") over in hun stamnaam.

## Geschiedenis

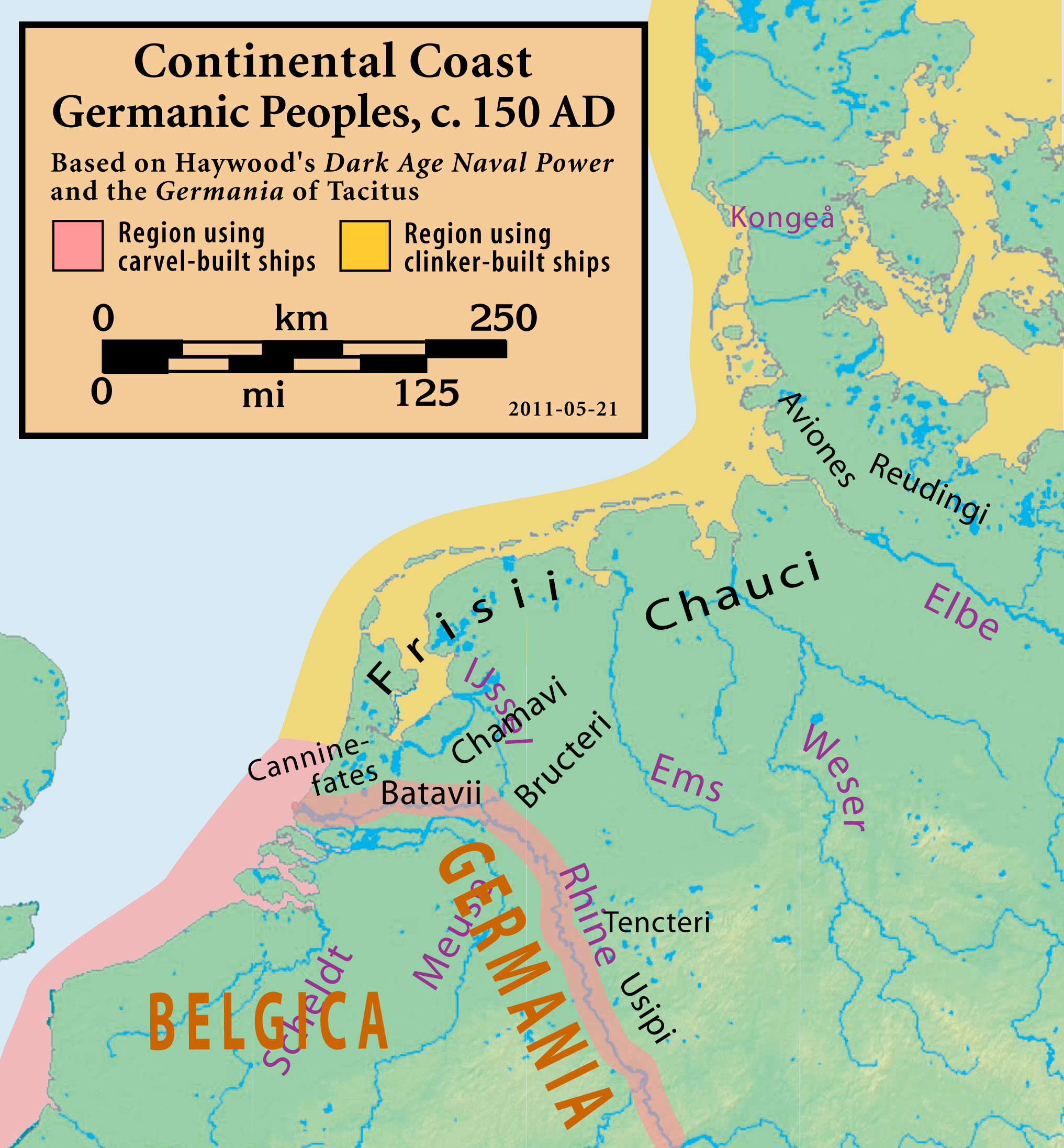
Verschillende volkeren rond 150 na Chr. geprojecteerd op een moderne kaart.

De Bataven zouden oorspronkelijk deel hebben uitgemaakt van de Chatten, maar een groep splitste zich na een conflict daarvan af.
Vervolgens vestigde vermoedelijk een Germaanse elite zich in de Rijndelta, oostelijk van de Cananefaten, waar toen al een Keltisch sprekende bevolking woonde. De nieuwkomers gingen mogelijk Keltisch met een Germaans accent spreken, wat overging in een 'Gallo-Romaans' dialect door contact met de Romeinen. Rond 12 v.Chr. werden zij door de Romeinen onder Drusus onderworpen en werden daarna bondgenoten van het Romeinse Rijk, waarbij zij vrijgesteld waren van belastingen. 
De hoofdgod was Hercules Magusanus, waarvan het tweede lid een Germaanse basis heeft. Magusanus komt van het inheemse Magusano, dat weer een germanisering is van de Keltische Magusenos. Bij Empel was er een tempel aan de god gewijd. Rond het heiligdom zijn veel offergaven, waaronder verschillende wapens, gevonden. Het offeren van wapens was een inheems en geen Romeins gebruik.
Het Romeinse leger heette in de provincia Exercitus Germaniae Inferioris ("strijdkrachten van Neder-Germanië") op inscripties afgekort als EXGERINF. Het bestond uit meerdere (tot vier) legioenen en Auxilia of hulptroepen. Van de Bataven en de Cananefaten samen waren permanent 5000 tot 6500 mannen in dienst. Daarvoor leverden de Cananefaten 24 nieuwe rekruten, de Bataven 260 tot 280 jaarlijks.
De Bataven golden in de Romeinse tijd als elitetroepen. Als enigen waren ze in staat bewapend te paard zwemmend de Rijn over te steken. Ze waren onder andere betrokken bij de veldtochten van Germanicus tegen de Marsen en Cherusken, het neerslaan van de opstand van Boudicca en die van Gaius Julius Vindex. Ook in de troebelen van het Vierkeizerjaar speelden ze een belangrijke rol.
Een ander bekend feit is dat sommige Bataven dienden als keizerlijke lijfwachten te Rome. Dit wordt niet alleen door Suetonius gemeld, maar ook door grafstenen bevestigd. Bekend is (o.a.) het graf van Indus, corpor custos (lijfwacht) van Nero in Rome.

### Oppidum Batavorum
Vermoedelijk omstreeks 10 v. Chr. werd er een nederzetting met de naam Oppidum Batavorum ("stad van/voor de Bataven") gebouwd op de plek waar in de huidige tijd het centrum van Nijmegen is; deze nederzetting wordt vermeld in de Historiae van Tacitus. Het betreft hier echter – anders dan de naam in eerste instantie doet vermoeden – geen inheemse Bataafse nederzetting, maar een Romeins economisch en bestuurlijk centrum. Dit is gebleken uit archeologische vondsten. 
Ten noorden van de Waal, bij Lent, Elst en Oosterhout zijn echter uitgebreide sporen van Bataafse bewoning te vinden. De datering hiervan begint in de 3e eeuw v.Chr. en loopt door tot in de Romeinse tijd. Deze bewoning kan met een hoge mate van zekerheid aan de Bataven worden toegeschreven. Sporen van bewoning in deze tijd, vindt men in de gehele Betuwe. Ook dient gewezen te worden op de Tempel van Empel.

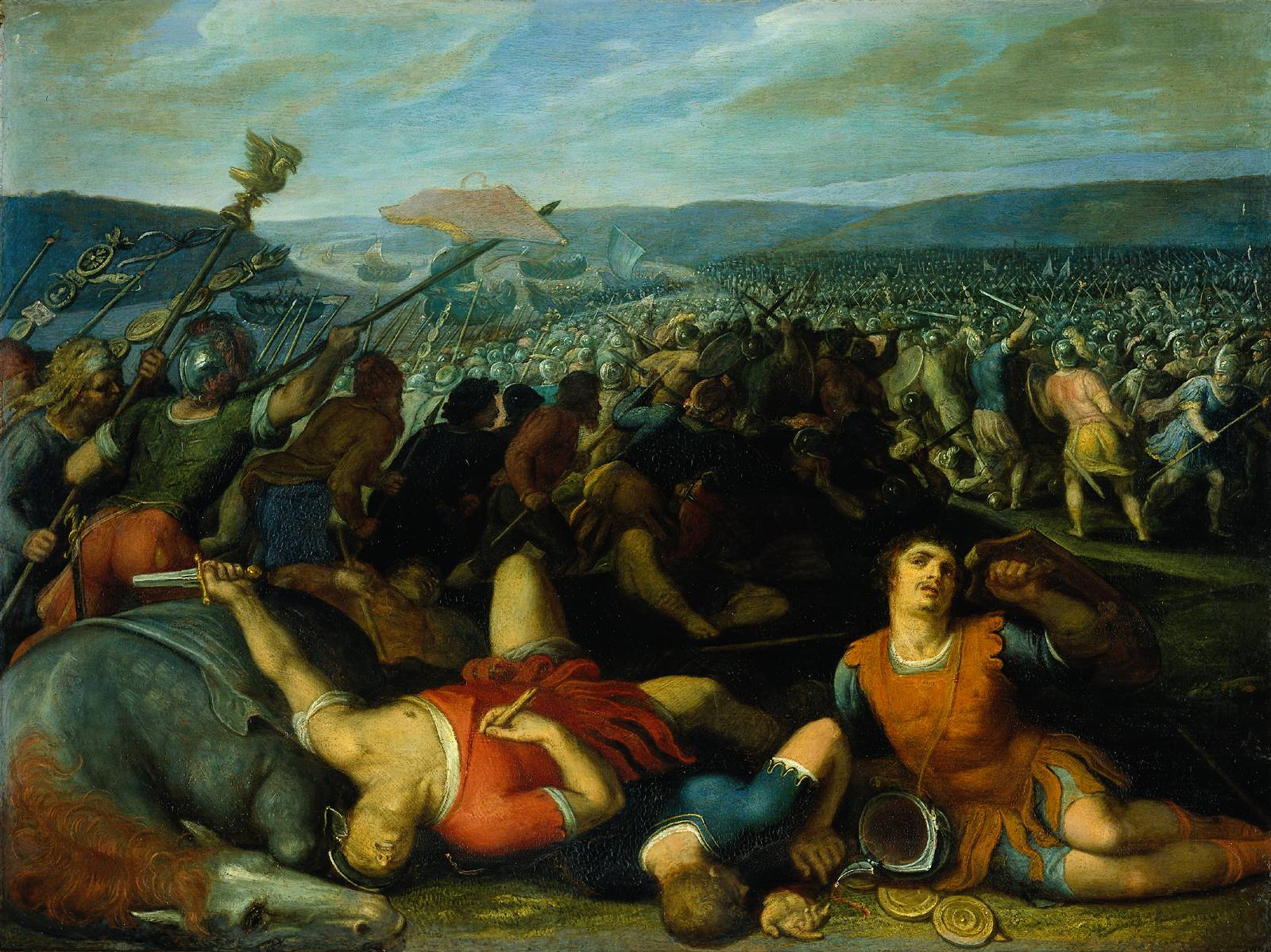
Kunstwerk van een veldslag waarin de Bataven de Romeinen verslaan van Otto van Veen

### Bataafse Opstand
In 69 n.Chr., gedurende het vierkeizerjaar, leidde Julius Civilis de opstand van de Bataven tegen de Romeinen. Met behulp van de Frisii, Cananefaten en andere Germaanse stammen behaalden ze veel overwinningen. Een hele reeks Romeinse forten aan de limes langs de Rijn, waaronder Castra Vetera (Xanten) werd in korte tijd verwoest. In die tijd werd Oppidum Batavorum door de opstandelingen platgebrand. Het jaar daarop waren de kansen gekeerd. De opstand eindigde in 70 n.Chr. met de nederlaag van de Bataven. Hoe de opstand precies afliep is onbekend, het relaas uit de Historiae van Tacitus breekt abrupt af op het moment dat Civilis zich overgeeft. Het resultaat was in ieder geval dat Legio X Gemina zich hierna op deze plek vestigde. 
Later blijkt uit meerdere bronnen dat de Bataven wederom als betrouwbare bondgenoten werden gezien. Op ongeveer dezelfde plek verrees iets later een nieuwe nederzetting, die omstreeks het jaar 100 Romeinse stadsrechten kreeg. De nederzetting werd hernoemd tot Ulpia Noviomagus Batavorum, en dit wordt veelal gezien als het begin van de stad Nijmegen. 

### Einde
In het begin van de 5e eeuw n.Chr. worden de legereenheden van de Bataven nog genoemd in de Notitia Dignitatum, maar dit was vermoedelijk een geval van bureaucratische inertie. De Bataven als volk worden voor het laatst vermeld in de 3e eeuw n.Chr. Vermoedelijk zijn zij na de val van het Gallische keizerrijk opgegaan in de Franken. Een andere mogelijke verklaring is dat zij in de 3e eeuw naar het zuiden zijn getrokken. Hun gebied kwam hierna in handen van de Salische Franken.

## Historische bronnen

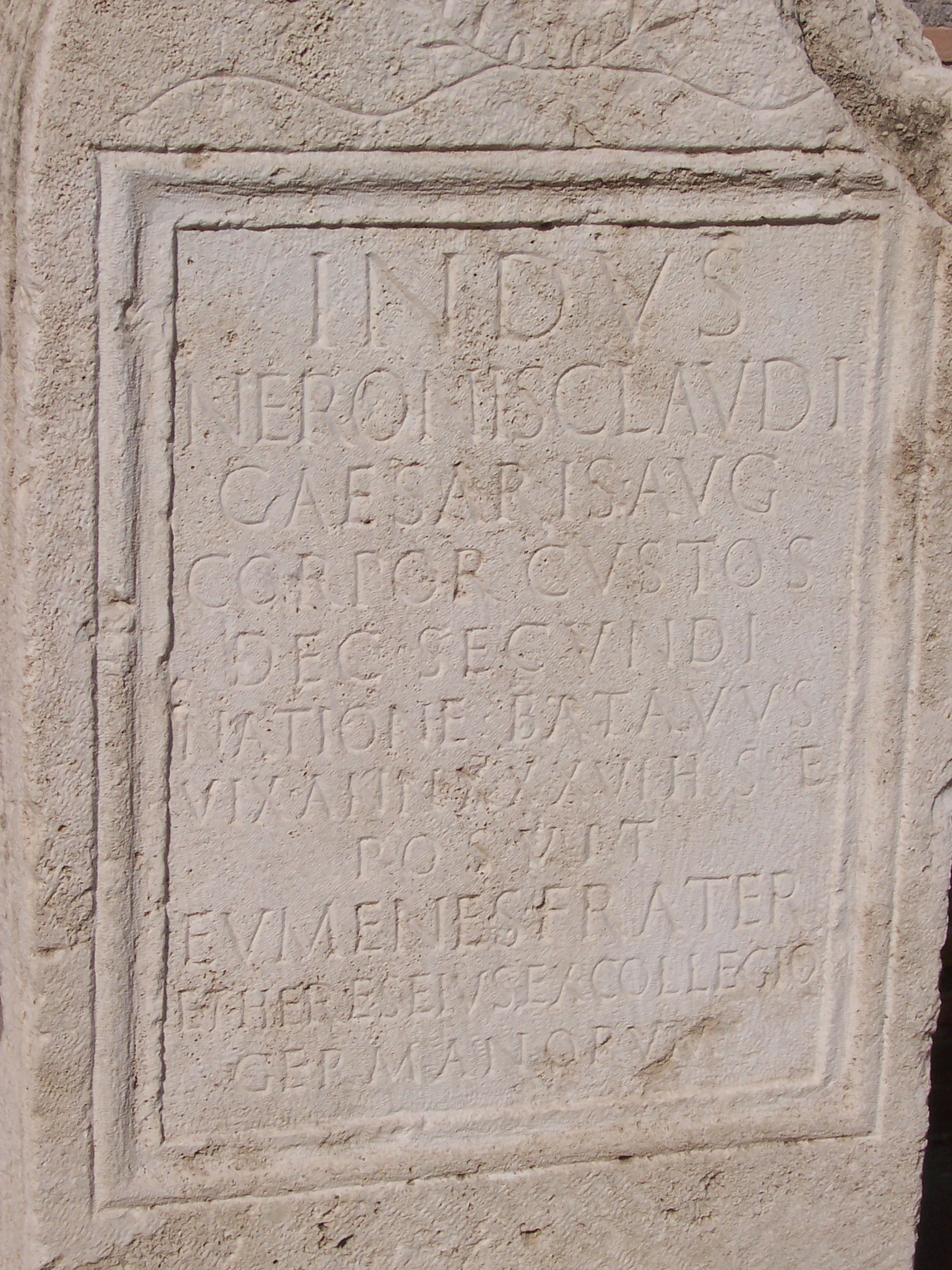
Grafsteen van Indus, een van de Bataafse lijfwachten van Nero

Zowel Julius Caesar als Tacitus en Suetonius  maken melding van deze stam, die geleefd heeft in de Rijndelta in het huidige Nederland. Caesar noemde de Bataven terloops in zijn Commentarii de bello Gallico: Zij zouden op een eiland (insula Batavorum) wonen, waar de Maas en de Waal bij elkaar kwamen, 80 Romeinse mijlen van de monding van de rivier. Tacitus beschrijft de Bataven als de moedigste van de stammen in het gebied.
Behalve uit historische bronnen, zijn de Bataven ook in de epigrafie geen onbekenden. Zo zijn in Rome grafstenen teruggevonden van mensen die het vak corporis custos (lijfwacht) beoefenden, waaronder veel Bataven. Ze dienden Nero en Tiberius.
Behalve de lijfwachten van de keizers leverden de Bataven ook ruiter-regimenten, alae of (alae) miliariae, die in grafschriften en getuigenissen van honesta missio terug te vinden zijn op de Balkan, in Zuid-Duitsland (Raetia), Hongarije, Oostenrijk en Frankrijk. 
Bekend zijn onder andere:

### Ruiterij
- ala I Batavorum
- I Batavorum miliaria. Een ala miliaria is een dubbele ala. Wordt ook met de eretitel pia fidelis vermeld.
- VIIII Batav(orum) miliaria, ruiterij. Komt ook onder de titel turma voor, maar of het hier dezelfde eenheid betreft, is onzeker.

### Infanterie
- cohors I Batavorum
- cohors II Batavorum
- cohors III Batavorum peditata
- cohors IX Batavorum

## Vernoeming
OpstandTijdens en na de Nederlandse Opstand tegen de Spaanse overheersing beschouwden de Nederlanders (Hollanders) zich als de 'nakomelingen van de Bataven', die immers ook tegen hun 'onderdrukkers', de Romeinen, in opstand waren gekomen.
Bataafse RepubliekDe burgers van de Bataafse Republiek (1795 - 1801) werden toentertijd Bataven genoemd.
BataviaBatavia, de hoofdstad van Nederlands-Indië werd genoemd naar de Bataven (Batavia, het huidige Jakarta)
BetuweOver de vraag of er een verband bestaat tussen de naam Betuwe en Bataven, bestaat geen overeenstemming.
PassauDoor de Romeinen Batavis genoemd vanwege de Bataafse huursoldaten die daar waren gelegerd. De moderne vorm van de naam is toe te schrijven aan de Hoogduitse klankverschuiving (b > p, t > ss).

## In de 17e eeuw
Ook in de 17e eeuw was men erg geïnteresseerd in de eigen voorouders. De jonge republiek, nog in strijd met de Spanjaarden, identificeerde zich met de Bataven, die zich verzetten tegen de Romeinse dwingelandij en gaf schilders als Otto van Veen, Rembrandt van Rijn en Jan Lievens opdracht die geschiedenis in beeld te brengen. Ook schrijvers hielden zich met de Bataven bezig.
Tijdens het Twaalfjarig Bestand (1609-1621) schreef P.C.Hooft een historisch treurspel, Baeto, of Oorsprong der Hollanderen (1617), over de fictieve voorvader van de Bataven, dat het beeld van de Nederlandse geschiedenis sterk beïnvloedde. De rechtsgeleerde Hugo de Groot schreef in 1610 De antiquitate reipublicae Batavicae (over de oudheid van de Bataafse republiek), waarin hij 'uit politieke overwegingen' beweerde dat de Hollandse Republiek direct verband hield met een (mythische) Bataafse republiek.